# 奇幻森林之兽语小子
《奇幻森林之兽语小子》是一部2018年上映，由烏扎爾·扎希爾·汗執導的巴基斯坦電腦動畫電影。由3rd World Studios製作，ARY Films發行。影片故事改編自巴基斯坦的古老神話，講述了一名小男孩與巴基斯坦野生動物的冒險故事。電影旨在揭示野生動物的保護和非法狩獵。

## 劇情
男孩阿拉亞在拯救了一隻被獵捕的捻角山羊後，獲得了和動物説話的能力，並在護送捻角山羊回家的路上，結識了石雞、雪豹等夥伴。

## 主要角色
- 阿拉亞（Allahyar），8歲男孩。

配音員：烏爾都語版：阿努姆·再迪（Anum Zaidi）
- 馬尼（Mani），盜獵者，主要反派。

配音員：烏爾都語版：阿里·努爾
- 美露（Mehru），雌性捻角山羊。

配音員：烏爾都語版：娜塔莎·胡梅拉·埃賈茲（Natasha Humera Ejaz）
- 希羅（Hero），雄性石雞。

配音員：烏爾都語版：阿茲法·賈夫里
- 查庫（Chak'ku），雄性雪豹。

配音員：烏爾都語版：阿都·納比·賈瑪利（Abdul Nabi Jamali）

## 評價與榮譽
這部電影在預告片發布後不久就受到了媒體的關注。它因其以野生動物保護意識為主題以及以兒童為主角的電影而受到讚賞，這在巴基斯坦並不常見。
電影在好萊塢Infinity電影節上獲得了Monolith最佳內容獎。電影還在紐約的南亞國際電影節 (SAIFF)上放映，在那裡它獲得了觀眾票選類別的最佳故事片。

## 外部連結
- 互联网电影数据库（IMDb）上《奇幻森林之兽语小子》的资料（英文）
- Movie Page at ARY Films （页面存档备份，存于）
- 3rd World Studios （页面存档备份，存于）
- Official Trailor （页面存档备份，存于）